# Срећна породица (ТВ серија)
„Срећна породица” је југословенска телевизијска серија настала од материјала снимљеног 1979. године у продукцији Телевизије Београд на основу којег је креиран и истоимени филм.

## Улоге
| Глумац                 | Улога                                 |
| ---------------------- | ------------------------------------- |
| Вера Чукић             | Мама (1 еп. 1982)                     |
| Зоран Радмиловић       | Ујак (1 еп. 1982)                     |
| Милан Лане Гутовић     | Учитељ тениса (1 еп. 1982)            |
| Војислав Воја Брајовић | Тата (1 еп. 1982)                     |
| Ивана Михић            | Старија ћерка (1 еп. 1982)            |
| Милован Савић          | Син (1 еп. 1982)                      |
| Ана Живковић           | Млађа ћерка (1 еп. 1982)              |
| Бојана Цвејић          | Најмлађа ћерка (1 еп. 1982)           |
| Добрила Ћирковић       | Комшиница (1 еп. 1982)                |
| Павле Анагности        | Комшија (1 еп. 1982)                  |
| Бранко Цвејић          | Ујаков колега (непознат број епизода) |
| Мира Бањац             | Инспектор (непознат број епизода)     |
| Жижа Стојановић        | (непознат број епизода)               |
| Данило Бата Стојковић  | пословођа (непознат број епизода)     |

Комплетна ТВ екипа ▼
| Редитељ              | Гордан Михић             | (1 еп. 1982)            |
| Редитељ              | Дејан Караклајић         | (непознат број епизода) |
| Сценариста           | Гордан Михић             | (1 еп. 1982)            |
| Композитор           | Војислав Костић          | (непознат број епизода) |
| Директор фотографије | Драгољуб Манчић          | (непознат број епизода) |
| Монтажер             | Љиљана Лана Вукобратовић | (непознат број епизода) |
| Сценограф            | Миленко Јеремић          | (непознат број епизода) |
| Костимограф          | Емилија Ковачевић        | (непознат број епизода) |

## Занимљивост
Ивани Михић је то био дебитантски филм.